# Eugenia phillyraeoides
Eugenia phillyraeoides là một loài thực vật có hoa trong Họ Đào kim nương. Loài này được Trimen mô tả khoa học đầu tiên năm 1885.